# Léon Spanoghe
Pour les articles homonymes, voir Spanoghe.
Léon Spanoghe, également dit Leo Spanoghe, né le 13 décembre 1874 à Termonde, et mort à Gand le 26 décembre 1955, est un peintre belge.
Peintre de l'École de Termonde, son champ pictural couvre les marines, les paysages et les figures. Sa facture postimpressioniste est empreinte de luminisme. Sa carrière évolue en intégrant les éléments d'autres mouvements : réalisme, symbolisme, expressionnisme et fauvisme pour voir éclore son style personnel. 

## Biographie

### Famille
Léon (Léon Joannes Bernardus) Spanoghe, son surnom étant Leo, né le 13 décembre 1874 rue de l'Église à Termonde, est le fils d'Adolphe Jean Spanoghe (1823-1888), boucher, et d'Anne Nathalie Witdoeck (1846-1938), mariés à Saint-Amand le 30 novembre 1870. Il épouse le 1er juillet 1908 Elisa Pée (1876-1951), dentellière, dont il a deux enfants : Egide (Guido) Spanoghe (1910-1994) et Julia Spanoghe (1913-2004), nés à Termonde.

### Formation
Léon Spanoghe étudie, à partir de ses quinze ans, à l'Académie de dessin de Termonde auprès de Clément Sterck et remporte plusieurs prix lors de concours organisés par l'institution. Ensuite, deux maîtres exercent sur lui une influence décisive : Isidore Meyers, laissant une certaine liberté à ses élèves et Jacques Rosseels, directeur de l'Académie, qui, tous deux sont les mentors de Léon Spanoghe. Ce dernier participe aux concours biennaux de l'Académie jusqu'en 1904, année où il est diplômé. Franz Courtens, figure majeure de l'art de Termonde, souhaite envoyer le jeune peintre se perfectionner à l'Académie royale des beaux-arts d'Anvers, mais Léon Spanoghe, artiste déjà confirmé, ne souhaite pas suivre de nouvelles directives, ni quitter la ville de Termonde à laquelle il est très attaché.

### Carrière
La carrière de Léon Spanoghe commence de manière officielle lorsqu'il expose pour la première fois au Salon de Gand de 1899, une œuvre intitulée Sous le noyer. En 1905, il emménage à Saint-Amand avec les artistes peintres Herman Broeckaert et Pieter Gorus, formant le « triumvirat » de l'École de Termonde, poursuivant les traditions artistiques de Franz Courtens jusqu'en 1914.
En 1910, Léon Spanoghe et sa femme s'établissent à Baesrode, section de Termonde. Lorsqu'éclate la Première Guerre mondiale, comme de nombreux Belges, le couple se réfugie en Grande-Bretagne, où il demeure jusqu'en mars 1919. De retour en Belgique, Léon Spanoghe quitte Baesrode pour s'établir à Termonde en 1923, où il ouvre un studio, tout en donnant des cours de peinture en plein air. Ses seules élèves connues sont Fernande Callebaut (1888-1973), fille du peintre Franz Callebaut, et Veerle Hiel.
En septembre 1934, Léon Spanoghe devient professeur à l'Académie de Termonde, où il enseigne le cours de peinture de paysage qui vient d'être créé. Il dispense ses leçons jusqu'en août 1940. En octobre 1938, Léon Spanoghe et son épouse s'établissent chez leur fille Julia à Melle. En 1950, il s'installe à Gand, toujours avec sa femme qui y meurt l'année suivante, et sa fille. Le 26 décembre 1955, Léon Spanoghe meurt à l'âge de 81 ans,.

## Œuvre

### Caractéristiques
Son champ pictural couvre les marines, les paysages et les figures. Sa facture postimpressioniste est empreinte de luminisme. Il préfère peindre en plein air qu'en atelier. Sa carrière évolue en intégrant les éléments d'autres mouvements : réalisme, symbolisme, expressionnisme et fauvisme pour voir éclore son style personnel. 
De 1888 à 1900, les œuvres de Léon Spanoghe relèvent de l'école grise, puis, il effectue quelques petits voyages, notamment à Dordrecht, en Zélande et à Paris (1925) et adopte une palette plus luministe. De retour en Belgique, Léon Spanoghe dispense quelques cours à Baesrode à plusieurs élèves attirés par la peinture de paysage et par l'aura de leur professeur. Selon le quotidien De Standaard, c'est à Melle, où il réside à partir de 1938, que Léon Spanoghe produit ses meilleures œuvres. À cette époque, il peint également à Bruges.

### Réception critique
En mai 1924, le critique d'art Adolphe Hardy écrit au sujet des œuvres que Léon Spanoghe expose à la galerie de Bruxelles :

« C'est une très curieuse et très intéressante personnalité que celle du peintre Léo Spanoghe. Son talent ne se livre pas au coup d'œil hâtif. Il exige qu'on aille à lui lentement, silencieusement, attentivement […]. Sans jamais sacrifier aux formules actuelles, Léo Spanoghe prend néanmoins du modernisme tout lui paraît compatible avec l'art sain et vrai. Il travaille avant tout avec dignité. Il s'attache à fixer avec une sincérité absolue, les aspects qui l'ont frappé, les impressions qu'il a subies. Il dessine avec science et peint avec ferveur. Sa technique, consciente de ses ressources expressives est nette et sûre, ingénieuse et souple, synthétique et puissante. »

En mars 1925, dans son article consacré à l'exposition exclusive des œuvres de Léon Spanoghe à Gand, la critique du quotidien gantois De Gentenaar écrit : 

« Leo Spanoghe a grandi avec l'école de Termonde. Après plusieurs années de recherche et de lutte, avec une humilité qui suscite la sympathie, un courage qui mérite des félicitations et une droiture qui confine presque à la naïveté, il est désormais devenu complètement lui-même. Il a acquis une technique vraiment solide, saine et tendre, en couleur et avec une ligne frappante et gracieuse. »

### Expositions
De 1890 à 1954, Léon Spanoghe participe à un peu moins de cinquante expositions en Belgique.
Parmi celles-ci :
- Salon de Gand (XXXVIIe) de 1899 : Sous le noyer[13].
- Salon de Gand (XXXVIIIe) de 1902 : Pommier en fleurs et En février.
- Salon de Bruxelles de 1903 : Coin ensoleillé[14].
- Cercle Als ik Kan à Anvers : 1903 et 1904.
- Cercle Doe Stil Voort à Bruxelles : 1907, 1908, 1909, 1910 et 1911.
- Exposition à la chapelle de Termonde en février 1909 : Herman Broeckaert et Léon Spanoghe exposent conjointement. Ce dernier présente notamment : Calme, Après-midi d'été, Printemps, Après-midi en mai, En automne, Après-midi d'octobre et Pommier au printemps[15].
- Salon de Gand (XL) de 1909 : Dans l'après-midi.
- Salon d'Anvers de 1920 : Ruisseau sur l'Escaut.
- Salon triennal de Liège de 1921 : Après-midi d'octobre.
- Salon d'Anvers de 1923 : L'Escaut à Baesrode.
- Salon de la Société belge des peintres de la mer du 10 au 25 février 1934 : Vue d'Ostende.
- Expositions personnelles à Gand (1912, 1925, 1941), Anvers (1929) et Termonde (1948).

Après sa mort, quinze expositions rétrospectives sont organisées de 1963 à 2013.

### Collections publiques
La majorité des œuvres de Léon Spanoghe est en mains privées, mais trois d'entre elles sont visibles par le public : à l'Hôtel de ville de Termonde, au Musée maritime de Baesrode (dessin au fusain) et au Musée du Moulin de Saint-Amand (Drève du moulin et Koutermolen).